# Ataenius tuberculatus
Ataenius tuberculatus är en skalbaggsart som beskrevs av Schmidt 1911. Ataenius tuberculatus ingår i släktet Ataenius och familjen Aphodiidae. Inga underarter finns listade.